# 陶芸空間 虹の泉
陶芸空間 虹の泉（とうげいくうかん にじのいずみ）は、陶芸家の東健次が作った、三重県松阪市飯高町波瀬にあるアート庭園。

## 概要
虹の泉は、1978年から2013年まで、陶芸家の東健次（1938年-2013年）によって制作された。約5800㎡の屋外空間が男女や雲上を象った無数の陶芸作品で埋め尽くされ、正面にそびえ立つ巨大な壁には2000枚以上の陶板を使って壁画が描かれている。現在は東の妻と子供が管理している。
東健次は、愛知県立瀬戸窯業高校で作陶を学び、24歳の時に旅したスリランカで、シーギリヤの岩山に描かれた女性の壁画やジャングルでの10日間の滞在からインスピレーションを受け「虹の泉」の構想を思いついた。1978年、故郷の三重県に戻り、自ら工房や窯を建て、約5800㎡の山林を切り開いて「虹の泉」の制作を開始。自治体などからの資金援助は受けず、地元住民や協力者からのカンパや見学者からの入場料、希望者には有料で自分の陶板を作ってイリスの壁と呼ばれる一角に貼れるようにすることで、制作費をまかなった。他の仕事はせず、制作開始から死ぬまでの35年間の生涯をかけて「虹の泉」制作に没頭した。
既に東自身は亡くなってしまっている為、もう真意は分からないが一般的には未完成とされている。